# فهرست بازی‌های ولو

لوگوی ولو

ولو یک شرکت توسعه‌دهنده و ناشر بازی ویدئویی آمریکایی است که در سال ۱۹۹۶ توسط گیب نیوئل و مایک هرینگتون تأسیس شد. مرکز این شرکت در بلویو، واشینگتن است. اولین بازی ولو عنوان نیمه‌عمر بود، یک تیراندازی اول شخص که در سال ۱۹۹۸ منتشر شد. بازی با استقبال جهانی روبرو شد و بیش از ۹ میلیون نسخه در خرده فروشی‌ها فروخت. در کنار انتشار نیمه‌عمر، ولو ابزارهای توسعه را منتشر کرد تا انجمن بازیکن‌ها قادر به به ایجاد محتوا و حالت‌های مختلف (ماد) شوند. سپس این شرکت اقدام به استخدام سازندگان ماد معروف کانتر استرایک کرد که به محبوب‌ترین تیراندازی اول شخص چند نفره در دهه آینده تبدیل شد.
در سال ۲۰۰۰ ولو با تعداد زیادی انتشار موفقیت‌آمیز، روند توسعه بازی‌های ویدیویی عمدتاً اول شخص را ادامه داد. در سال ۲۰۰۴، آنان دنباله مورد انتظار نیمه‌عمر ۲ را از طریق سرویس توزیع دیجیتال خود، استیم منتشر کردند. این بازی بیش از ۱۰ میلیون نسخه فروخت و با استقبال روبرو شد. ولو دو قسمت بعدی نیمه‌عمر ۲ را منتشر کرد و بعداً آن بازی‌ها را به همراه عنوان درگاه و تیرانداز چندنفره تیم فورترس ۲، در مجموعه ای معروف به نام جعبه نارنجی منتشر کرد. در پایان سال ۲۰۰۸، فروش مجموعه‌های نیمه‌عمر، کانتر استرایک و جعبه نارنجی در خرده فروشی‌ها از مرز ۳۲ میلیون نسخه گذشت. همچنین گیب نیوئل پیش‌بینی کرد که با ادامه رشد استم، فروش دیجیتال بازی‌های ولو در نهایت از فروش خرده فروشی فراتر رود. در اواخر دهه ۲۰۰۰، ولو لفت فور دد و لفت فور دد ۲ را منتشر کرد، دو عنوان تیراندازی اول شخص با مضمون زامبی که بر همکاری بازیکن‌ها تمرکز داشت. این شرکت با انتشار کانتر-استرایک: گلوبال آفنسیو و دوتا ۲، به انتشار بازی‌های چند نفره ادامه داد. هر دو دارای جوامع بزرگ ورزش الکترونیک هستند که توسط ولو پرورش یافتند. در طی سال‌های ۲۰۱۰، ولو، با انتشار به روزرسانی‌های منظم، تمرکز خود را بر روی پشتیبانی از بازی‌های چند نفره آغاز کرد. در اواخر سال ۲۰۱۰، ولو با سرمایه‌گذاری در صنعت واقعیت مجازی، شروع به توسعه بازی‌ها و نرم‌افزارهای دیگری کرد که از این فناوری استفاده می‌کنند، مانند نیمه‌عمر: الیکس.
ولو به عنوان یکی از مهم‌ترین و تأثیرگذارترین شرکت‌ها در صنعت بازی‌های ویدئویی شناخته می‌شود. استقبال از بازی‌های آنها، همراه با تأسیس استیم، برخی از نشریات را متقاعد کرده که ولو یکی از برترین سازندگان بازی ویدئویی در تمام دوران‌ها و قدرتمندترین شرکت در بازی کامپیوتری است، بخاطر تأثیرات ولو در صنعت بازی‌های ویدئویی، در سال ۲۰۱۳ گیب نیوئل جایزه بفتا فلوشیپ را دریافت کرد.

## بازی‌ها
| عنوان | توضیحات |
| --- | --- |
| نیمه‌عمر تاریخ(های) انتشار اصلی: - ژاپن ‏۱۴ ژوئیهٔ ۲۰۰۰‏ - آمریکای شمالی ‏۱۹ نوامبر ۱۹۹۸‏ - اروپا ‏۲۷ نوامبر ۱۹۹۸‏                  | سال‌های انتشار بر پایه سیستم: - ۱۹۹۸ – ویندوز - ۲۰۰۱ – پلی‌استیشن ۲ - ۲۰۱۳ – لینوکس، اواس‌ایکس |
| نیمه‌عمر تاریخ(های) انتشار اصلی: - ژاپن ‏۱۴ ژوئیهٔ ۲۰۰۰‏ - آمریکای شمالی ‏۱۹ نوامبر ۱۹۹۸‏ - اروپا ‏۲۷ نوامبر ۱۹۹۸‏                  | یادداشت: - تیراندازی اول شخص با بخش تک نفره و دث‌مچ چند نفره. - نسخهٔ پلی‌استیشن ۲ شامل یک حالت اختصاصی مبتنی بر همکاری چندنفره با عنوان تباهی است که توسط گیرباکس سافت‌ور توسعه داده شده‌است. - نسخهٔ دریم‌کست لغو شد.    |
| تیم فورترس کلاسیک تاریخ(های) انتشار اصلی: - جهانی ‏۷ آوریل ۱۹۹۹‏                                                              | سال‌های انتشار بر پایه سیستم: - ۱۹۹۹ – ویندوز - ۲۰۱۳ – لینوکس، اواس‌ایکس |
| تیم فورترس کلاسیک تاریخ(های) انتشار اصلی: - جهانی ‏۷ آوریل ۱۹۹۹‏                                                              | یادداشت: - تیراندازی چندنفره آنلاین. - در اصل یک ماد برای بازی لرزش بود که توسعه‌دهندگان توسط ولو استخدام شدند تا آن را به عنوان یک ماد برای نیمه‌عمر بازسازی کنند.                                                   |
| نیمه‌عمر: نیروی مهاجم تاریخ(های) انتشار اصلی: - ژاپن ‏۱۴ ژوئیهٔ ۲۰۰۰‏ - آمریکای شمالی ‏۱۹ نوامبر ۱۹۹۹‏ - اروپا ‏۲۳ نوامبر ۱۹۹۹‏     | سال‌های انتشار بر پایه سیستم: - ۱۹۹۹ – ویندوز - ۲۰۱۳ – لینوکس، اواس‌ایکس |
| نیمه‌عمر: نیروی مهاجم تاریخ(های) انتشار اصلی: - ژاپن ‏۱۴ ژوئیهٔ ۲۰۰۰‏ - آمریکای شمالی ‏۱۹ نوامبر ۱۹۹۹‏ - اروپا ‏۲۳ نوامبر ۱۹۹۹‏     | یادداشت: - نخستین بسته‌الحاقی نیمه‌عمر. - با همکاری شرکت گیرباکس سافت‌ور. |
| ریکوش تاریخ(های) انتشار اصلی: - جهانی ‏۱ نوامبر ۲۰۰۰‏                                                                         | سال‌های انتشار بر پایه سیستم: - ۲۰۰۰ – ویندوز - ۲۰۱۳ – لینوکس، اواس‌ایکس |
| ریکوش تاریخ(های) انتشار اصلی: - جهانی ‏۱ نوامبر ۲۰۰۰‏                                                                         | یادداشت: - بازی پرشی چندنفره شبیه به فیلم ترون. - یک ماد از عنوان نیمه‌عمر. - در ژوئن ۲۰۰۲ به صورت رایگان به عنوان نیمه عمر اضافه شد.                                                                                |
| کانتر استرایک تاریخ(های) انتشار اصلی: - جهانی ‏۹ نوامبر ۲۰۰۰‏                                                                 | سال‌های انتشار بر پایه سیستم: - ۲۰۰۰ – ویندوز - ۲۰۰۳ – ایکس‌باکس - ۲۰۱۳ – لینوکس، اواس‌ایکس |
| کانتر استرایک تاریخ(های) انتشار اصلی: - جهانی ‏۹ نوامبر ۲۰۰۰‏                                                                 | یادداشت: - تیراندازی چندنفره. - یک ماد از عنوان نیمه‌عمر; سازندگان ماد توسط ولو استخدام شدند. |
| دث‌مچ کلاسیک تاریخ(های) انتشار اصلی: - جهانی ‏۷ ژوئن ۲۰۰۱‏                                                                     | سال‌های انتشار بر پایه سیستم: - ۲۰۰۱ – ویندوز - ۲۰۱۳ – لینوکس، اواس‌ایکس |
| دث‌مچ کلاسیک تاریخ(های) انتشار اصلی: - جهانی ‏۷ ژوئن ۲۰۰۱‏                                                                     | یادداشت: - یک ماد از عنوان نیمه‌عمر. - بازسازی حالت دث‌مچ از عنوان تیراندازی اول شخص لرزش در موتور گلداس‌آرسی. |
| نیمه‌عمر: آبی‌پوش تاریخ(های) انتشار اصلی: - ژاپن ‏۲۲ ژوئن ۲۰۰۱‏ - آمریکای شمالی ‏۱۲ ژوئن ۲۰۰۱‏ - اروپا ‏۱۲ ژوئن ۲۰۰۱‏               | سال‌های انتشار بر پایه سیستم: - ۲۰۰۱ – ویندوز - ۲۰۱۳ – لینوکس، اواس‌ایکس |
| نیمه‌عمر: آبی‌پوش تاریخ(های) انتشار اصلی: - ژاپن ‏۲۲ ژوئن ۲۰۰۱‏ - آمریکای شمالی ‏۱۲ ژوئن ۲۰۰۱‏ - اروپا ‏۱۲ ژوئن ۲۰۰۱‏               | یادداشت: - دومین بسته‌الحاقی نیمه‌عمر. - با همکاری شرکت گیرباکس سافت‌ور. - در اصل قرار بود یک محتوای‌اضافی برای نسخه لغوشده دریم‌کست نیمه‌عمر باشد.                                                                       |
| روز شکست تاریخ(های) انتشار اصلی: - جهانی ‏۱ می ۲۰۰۳‏                                                                          | سال‌های انتشار بر پایه سیستم: - ۲۰۰۳ – ویندوز - ۲۰۱۳ – لینوکس، اواس‌ایکس |
| روز شکست تاریخ(های) انتشار اصلی: - جهانی ‏۱ می ۲۰۰۳‏                                                                          | یادداشت: - تیراندازی چندنفره برپایه جنگ جهانی دوم. - یک ماد از عنوان نیمه‌عمر; سازندگان ماد توسط ولو استخدام شدند.                                                                                                   |
| کانتر استرایک نئو تاریخ(های) انتشار اصلی: - ژاپن ‏۲۰۰۰‏                                                                       | سال‌های انتشار بر پایه سیستم: - ۲۰۰۳ – آرکید |
| کانتر استرایک نئو تاریخ(های) انتشار اصلی: - ژاپن ‏۲۰۰۰‏                                                                       | یادداشت: - با همکاری شرکت نامکو. |
| کانتر استرایک کاندیشن زیرو تاریخ(های) انتشار اصلی: - جهانی ‏۲۳ مارچ ۲۰۰۴‏                                                     | سال‌های انتشار بر پایه سیستم: - ۲۰۰۴ – ویندوز - ۲۰۱۳ – لینوکس، اواس‌ایکس |
| کانتر استرایک کاندیشن زیرو تاریخ(های) انتشار اصلی: - جهانی ‏۲۳ مارچ ۲۰۰۴‏                                                     | یادداشت: - با همکاری گیرباکس سافت‌ور، ریچیال انترتینمنت، روگ انترتینمنت، و ترتل راک استودیوز. |
| کدنیم گوردن تاریخ(های) انتشار اصلی: - جهانی ‏۱۸ می ۲۰۰۴‏                                                                      | سال‌های انتشار بر پایه سیستم: ۲۰۰۴ – ویندوز |
| کدنیم گوردن تاریخ(های) انتشار اصلی: - جهانی ‏۱۸ می ۲۰۰۴‏                                                                      | یادداشت: - توسط NuclearVision توسعه داده شد و ولو آن را منتشر کرد. - همچنین با نام Half-Life 2D نیز شناخته می‌شود. - بازی از زمان ورشکستگی NuclearVision در دسترس نیست.                                              |
| کانتر استرایک: سورس تاریخ(های) انتشار اصلی: - جهانی ‏۷ اکتبر ۲۰۰۴‏                                                            | سال‌های انتشار بر پایه سیستم: - ۲۰۰۴ – ویندوز - ۲۰۱۰ – اواس‌ایکس - ۲۰۱۳ – لینوکس |
| کانتر استرایک: سورس تاریخ(های) انتشار اصلی: - جهانی ‏۷ اکتبر ۲۰۰۴‏                                                            | یادداشت: - بازسازی عنوان کانتر استرایک در موتور بازی سورس. |
| نیمه‌عمر: سورس تاریخ(های) انتشار اصلی: - جهانی ‏۱۶ نوامبر ۲۰۰۴‏                                                                | سال‌های انتشار بر پایه سیستم: - ۲۰۰۴ – ویندوز - ۲۰۱۳ – لینوکس، اواس‌ایکس |
| نیمه‌عمر: سورس تاریخ(های) انتشار اصلی: - جهانی ‏۱۶ نوامبر ۲۰۰۴‏                                                                | یادداشت: - بازسازی عنوان نیمه‌عمر در موتور بازی سورس. |
| نیمه‌عمر ۲ تاریخ(های) انتشار اصلی: - جهانی ‏۱۶ نوامبر ۲۰۰۴‏                                                                    | سال‌های انتشار بر پایه سیستم: - ۲۰۰۴ – ویندوز - ۲۰۰۵ – ایکس‌باکس - ۲۰۰۷ – ایکس‌باکس ۳۶۰، پلی‌استیشن ۳ - ۲۰۱۰ – مک اواس‌ایکس - ۲۰۱۳ – لینوکس - ۲۰۱۴ – انویدیا شیلد                                                        |
| نیمه‌عمر ۲ تاریخ(های) انتشار اصلی: - جهانی ‏۱۶ نوامبر ۲۰۰۴‏                                                                    | یادداشت: - دنباله بازی نیمه‌عمر. - بعدها در باندل جعبه نارنجی آورده شد. |
| نیمه‌عمر ۲: دث‌مچ تاریخ(های) انتشار اصلی: - جهانی ‏۱ دسامبر ۲۰۰۴‏                                                               | سال‌های انتشار بر پایه سیستم: - ۲۰۰۴ – ویندوز - ۲۰۱۰ – مک اواس‌ایکس - ۲۰۱۳ – لینوکس |
| نیمه‌عمر ۲: دث‌مچ تاریخ(های) انتشار اصلی: - جهانی ‏۱ دسامبر ۲۰۰۴‏                                                               | یادداشت: - بخش چندنفره نیمه‌عمر ۲ به صورت جداگانه. |
| روز شکست: سورس تاریخ(های) انتشار اصلی: - جهانی ‏۲۶ سپتامبر ۲۰۰۵‏                                                              | سال‌های انتشار بر پایه سیستم: - ۲۰۰۵ – ویندوز - ۲۰۱۰ – مک اواس‌ایکس - ۲۰۱۳ – لینوکس |
| روز شکست: سورس تاریخ(های) انتشار اصلی: - جهانی ‏۲۶ سپتامبر ۲۰۰۵‏                                                              | یادداشت: - بازسازی عنوان روز شکست در موتور بازی سورس. |
| نیمه‌عمر ۲: ساحل گم‌شده تاریخ(های) انتشار اصلی: - جهانی ‏۲۷ اکتبر ۲۰۰۵‏                                                         | سال‌های انتشار بر پایه سیستم: - ۲۰۰۵ – ویندوز - ۲۰۱۳ – اواس‌ایکس، لینوکس |
| نیمه‌عمر ۲: ساحل گم‌شده تاریخ(های) انتشار اصلی: - جهانی ‏۲۷ اکتبر ۲۰۰۵‏                                                         | یادداشت: - یک مرحله اضافی از نیمه‌عمر ۲ برای نمایش ویژگی رندرینگ دامنه دینامیک بالا (HDRR) در موتور بازی سورس. |
| نیمه‌عمر ۲: قسمت نخست تاریخ(های) انتشار اصلی: - جهانی ‏۱ ژوئن ۲۰۰۶‏                                                            | سال‌های انتشار بر پایه سیستم: - ۲۰۰۶ – ویندوز - ۲۰۰۷ – ایکس‌باکس ۳۶۰، پلی‌استیشن ۳ - ۲۰۱۰ – مک اواس‌ایکس - ۲۰۱۳ – لینوکس - ۲۰۱۴ – انویدیا شیلد                                                                          |
| نیمه‌عمر ۲: قسمت نخست تاریخ(های) انتشار اصلی: - جهانی ‏۱ ژوئن ۲۰۰۶‏                                                            | یادداشت: - قسمت نخست از سه‌گانه برنامه‌ریزی‌شده نیمه‌عمر ۲ . - بعدها در باندل جعبه نارنجی آورده شد. |
| ماد گری تاریخ(های) انتشار اصلی: - جهانی ‏۲۹ نوامبر ۲۰۰۶‏                                                                      | سال‌های انتشار بر پایه سیستم: - ۲۰۰۶ – ویندوز - ۲۰۱۰ – مک اواس‌ایکس - ۲۰۱۳ – لینوکس |
| ماد گری تاریخ(های) انتشار اصلی: - جهانی ‏۲۹ نوامبر ۲۰۰۶‏                                                                      | یادداشت: - یک ماد از عنوان نیمه‌عمر ۲ که توسط استودیو فیس‌پانچ توسعه داده شد. - در ابتدا در سال ۲۰۰۴ منتشر شد و نسخه مستقل آن توسط ولو در سال ۲۰۰۶ منتشر شد.                                                          |
| نیمه‌عمر ۲: بقا تاریخ(های) انتشار اصلی: - ژاپن ‏۲۰۰۶‏                                                                          | سال‌های انتشار بر پایه سیستم: ۲۰۰۶ – آرکید |
| نیمه‌عمر ۲: بقا تاریخ(های) انتشار اصلی: - ژاپن ‏۲۰۰۶‏                                                                          | یادداشت: - با همکاری شرکت تایتو. |
| نیمه‌عمر ۲: قسمت دوم تاریخ(های) انتشار اصلی: - جهانی ‏۱۰ اکتبر ۲۰۰۷‏                                                           | سال‌های انتشار بر پایه سیستم: - ۲۰۰۷ – ویندوز، ایکس‌باکس ۳۶۰، پلی‌استیشن ۳ - ۲۰۱۰ – مک اواس‌ایکس - ۲۰۱۳ – لینوکس - ۲۰۱۵ – انویدیا شیلد                                                                                  |
| نیمه‌عمر ۲: قسمت دوم تاریخ(های) انتشار اصلی: - جهانی ‏۱۰ اکتبر ۲۰۰۷‏                                                           | یادداشت: - قسمت دوم از سه‌گانه برنامه‌ریزی‌شده نیمه‌عمر ۲. - به عنوان بخشی از باندل جعبه نارنجی منتشر شد. |
| درگاه تاریخ(های) انتشار اصلی: - جهانی ‏۱۰ اکتبر ۲۰۰۷‏                                                                         | سال‌های انتشار بر پایه سیستم: - ۲۰۰۷ – ویندوز، ایکس‌باکس ۳۶۰، پلی‌استیشن ۳ - ۲۰۱۰ – مک اواس‌ایکس - ۲۰۱۳ – لینوکس - ۲۰۱۴ – انویدیا شیلد                                                                                  |
| درگاه تاریخ(های) انتشار اصلی: - جهانی ‏۱۰ اکتبر ۲۰۰۷‏                                                                         | یادداشت: - یک عنوان اول شخص سکوبازی. - توسط گروهی در مؤسسه فناوری دیجی‌پن توسعه داده شد که بعدها، آنان توسط ولو استخدام شدند. - به عنوان بخشی از باندل جعبه نارنجی نیز منتشر شد.                                     |
| تیم فورترس ۲ تاریخ(های) انتشار اصلی: - جهانی ‏۱۰ اکتبر ۲۰۰۷‏                                                                  | سال‌های انتشار بر پایه سیستم: - ۲۰۰۷ – ویندوز، ایکس‌باکس ۳۶۰، پلی‌استیشن ۳ - ۲۰۱۰ – مک اواس‌ایکس |
| تیم فورترس ۲ تاریخ(های) انتشار اصلی: - جهانی ‏۱۰ اکتبر ۲۰۰۷‏                                                                  | یادداشت: - دنباله بازی تیم فورترس کلاسیک. - به عنوان بخشی از باندل جعبه نارنجی منتشر شد. - در ژوئن ۲۰۱۱ به یک بازی رایگان تبدیل شد.                                                                                 |
| جعبه نارنجی تاریخ(های) انتشار اصلی: - جهانی ‏۱۰ اکتبر ۲۰۰۷‏                                                                   | سال‌های انتشار بر پایه سیستم: - ۲۰۰۷ – ویندوز، ایکس‌باکس ۳۶۰، پلی‌استیشن ۳ |
| جعبه نارنجی تاریخ(های) انتشار اصلی: - جهانی ‏۱۰ اکتبر ۲۰۰۷‏                                                                   | یادداشت: - مجموعه‌ای شامل نیمه‌عمر ۲، نیمه‌عمر ۲: قسمت نخست، نیمه‌عمر ۲: قسمت دوم، درگاه، و تیم فورترس ۲. - توسط الکترونیک آرتس برای پلی‌استیشن ۳ پورت شد.                                                               |
| کانتر استرایک آنلاین تاریخ(های) انتشار اصلی: - ژاپن ‏آگوست ۲۰۰۹‏ - تایوان ‏ژوئیه ۲۰۰۸‏ - کره‌جنوبی ‏ژانویه ۲۰۰۸‏ - چین ‏نوامبر ۲۰۰۸‏ | سال‌های انتشار بر پایه سیستم: - ۲۰۰۸ – ویندوز |
| کانتر استرایک آنلاین تاریخ(های) انتشار اصلی: - ژاپن ‏آگوست ۲۰۰۹‏ - تایوان ‏ژوئیه ۲۰۰۸‏ - کره‌جنوبی ‏ژانویه ۲۰۰۸‏ - چین ‏نوامبر ۲۰۰۸‏ | یادداشت: - با همکاری شرکت نکسان. |
| لفت فور دد تاریخ(های) انتشار اصلی: - جهانی ‏۱۷ نوامبر ۲۰۰۸‏                                                                   | سال‌های انتشار بر پایه سیستم: - ۲۰۰۸ – ویندوز، ایکس‌باکس ۳۶۰ - ۲۰۱۰ – مک اواس‌ایکس |
| لفت فور دد تاریخ(های) انتشار اصلی: - جهانی ‏۱۷ نوامبر ۲۰۰۸‏                                                                   | یادداشت: - یک عنوان تیراندازی اول شخص که در یک دنیای آخرالزمان زامبی جریان دارد. - توسط ترتل راک استودیوز توسعه داده شد که قبل از انتشار لفت فور دد توسط ولو خریداری شده بود.                                       |
| لفت فور دد ۲ تاریخ(های) انتشار اصلی: - جهانی ‏۱۷ نوامبر ۲۰۰۹‏                                                                 | سال‌های انتشار بر پایه سیستم: - ۲۰۰۹ – ویندوز، ایکس‌باکس ۳۶۰ - ۲۰۱۰ – مک اواس‌ایکس - ۲۰۱۳ – لینوکس |
| لفت فور دد ۲ تاریخ(های) انتشار اصلی: - جهانی ‏۱۷ نوامبر ۲۰۰۹‏                                                                 | یادداشت: - دنباله بازی لفت فور دد. |
| ازدحام بیگانه تاریخ(های) انتشار اصلی: - جهانی ‏۱۹ ژوئیه ۲۰۱۰‏                                                                 | سال‌های انتشار بر پایه سیستم: ۲۰۱۰ – ویندوز |
| ازدحام بیگانه تاریخ(های) انتشار اصلی: - جهانی ‏۱۹ ژوئیه ۲۰۱۰‏                                                                 | یادداشت: - بازی مبتنی بر بازی ویدئویی گروهی شوتم آپ. - بازسازی یک ماد از عنوان آنریل تورنومنت ۲۰۰۴ به همین نام؛ سازندگان ماد توسط ولو استخدام شدند. - بازی به همراه کد کامل و ابزارهای ماد به صورت رایگان منتشر شد. |
| درگاه ۲ تاریخ(های) انتشار اصلی: - جهانی ‏۱۸ آوریل ۲۰۱۱‏                                                                       | سال‌های انتشار بر پایه سیستم: - ۲۰۱۱ – مک اواس‌ایکس، ویندوز، پلی‌استیشن ۳، ایکس‌باکس ۳۶۰ - ۲۰۱۴ – لینوکس |
| درگاه ۲ تاریخ(های) انتشار اصلی: - جهانی ‏۱۸ آوریل ۲۰۱۱‏                                                                       | یادداشت: - دنباله بازی درگاه. - دارای ویژگی چندسکویی بین رایانه شخصی و پلی‌استیشن ۳. - توسعه‌دهندگان بازی برچسب: قدرت رنگ‌آمیزی جهت مشارکت در طراحی درگاه ۲ توسط ولو استخدام شدند.                                     |
| کانتر-استرایک: گلوبال آفنسیو تاریخ(های) انتشار اصلی: - جهانی ‏۲۱ آگوست ۲۰۱۲‏                                                  | سال‌های انتشار بر پایه سیستم: - ۲۰۱۲ – اواس‌ایکس، پلی‌استیشن ۳، ویندوز، ایکس‌باکس ۳۶۰ - ۲۰۱۴ – لینوکس |
| کانتر-استرایک: گلوبال آفنسیو تاریخ(های) انتشار اصلی: - جهانی ‏۲۱ آگوست ۲۰۱۲‏                                                  | یادداشت: - با همکاری هیدن پث انترتینمنت. |
| دوتا ۲ تاریخ(های) انتشار اصلی: - جهانی ‏۹ ژوئیه ۲۰۱۳‏                                                                         | سال‌های انتشار بر پایه سیستم: ۲۰۱۳ – ویندوز، لینوکس، اواس‌ایکس |
| دوتا ۲ تاریخ(های) انتشار اصلی: - جهانی ‏۹ ژوئیه ۲۰۱۳‏                                                                         | یادداشت: - یک بازی میدان جنگ برخط چندنفره. - دنباله ماد دفاع از باستانیان از بازی وارکرفت ۳: پادشاهی آشوب; طراح اصلی ماد توسط ولو استخدام شد. - نسخه بتا در ۲۰۱۱ منتشر شد.                                          |
| کانتر استرایک آنلاین ۲ تاریخ(های) انتشار اصلی: - کره‌جنوبی ‏۲۰۱۳‏                                                              | سال‌های انتشار بر پایه سیستم: - ۲۰۱۳ – ویندوز |
| کانتر استرایک آنلاین ۲ تاریخ(های) انتشار اصلی: - کره‌جنوبی ‏۲۰۱۳‏                                                              | یادداشت: - با همکاری نکسان. |
| کانتر استرایک نکسان: زامبی‌ها تاریخ(های) انتشار اصلی: - جهانی ‏۷ اکتبر ۲۰۱۴‏                                                   | سال‌های انتشار بر پایه سیستم: ۲۰۱۴ – ویندوز |
| کانتر استرایک نکسان: زامبی‌ها تاریخ(های) انتشار اصلی: - جهانی ‏۷ اکتبر ۲۰۱۴‏                                                   | یادداشت: - تیراندازی زامبی رایگان. - با همکاری نکسان. |
| لفت فور دد: بازماندگان تاریخ(های) انتشار اصلی: - ژاپن ‏۱۰ دسامبر ۲۰۱۴‏                                                        | سال‌های انتشار بر پایه سیستم: ۲۰۱۴ – آرکید |
| لفت فور دد: بازماندگان تاریخ(های) انتشار اصلی: - ژاپن ‏۱۰ دسامبر ۲۰۱۴‏                                                        | یادداشت: - با همکاری شرکت تایتو. |
| آزمایشگاه تاریخ(های) انتشار اصلی: - جهانی ‏۵ آوریل ۲۰۱۶‏                                                                      | سال‌های انتشار بر پایه سیستم: ۲۰۱۶ – ویندوز |
| آزمایشگاه تاریخ(های) انتشار اصلی: - جهانی ‏۵ آوریل ۲۰۱۶‏                                                                      | یادداشت: - بازی واقعیت مجازی به صورت رایگان برای پشتیبانی از انتشار محصول اچ‌تی‌سی وایو منتشر شد. - دارای هشت بازی کوچک که در جهان درگاه تنظیم شده‌اند.                                                                |
| آرتی‌فکت تاریخ(های) انتشار اصلی: - جهانی ‏۲۸ نوامبر ۲۰۱۸‏                                                                      | سال‌های انتشار بر پایه سیستم: ۲۰۱۸ – ویندوز، مک اواس، لینوکس |
| آرتی‌فکت تاریخ(های) انتشار اصلی: - جهانی ‏۲۸ نوامبر ۲۰۱۸‏                                                                      | یادداشت: - بازی جمع‌آوری کارت دیجیتال بر پایه دوتا ۲. - طراحی‌شده توسط طراح بازی سحر و جادو: گردهمایی ریچارد گارفیلد.                                                                                                 |
| دوتا آندر لرد تاریخ(های) انتشار اصلی: - جهانی ‏۲۵ فوریه ۲۰۲۰‏                                                                 | سال‌های انتشار بر پایه سیستم: ۲۰۲۰ – ویندوز، مک‌اواس، لینوکس، آی‌اواس، اندروید |
| دوتا آندر لرد تاریخ(های) انتشار اصلی: - جهانی ‏۲۵ فوریه ۲۰۲۰‏                                                                 | یادداشت: - نسخه مستقل یک ماد به اسم شطرنج خودکار دوتا از بازی دوتا ۲. - در ژوئن ۲۰۱۹ به حالت دسترسی زودهنگام منتشر شد.                                                                                              |
| نیمه‌عمر: الیکس تاریخ(های) انتشار اصلی: - جهانی ‏۲۳ مارس ۲۰۲۰‏                                                                 | سال‌های انتشار بر پایه سیستم: ۲۰۲۰ – ویندوز، لینوکس (بتا) |
| نیمه‌عمر: الیکس تاریخ(های) انتشار اصلی: - جهانی ‏۲۳ مارس ۲۰۲۰‏                                                                 | یادداشت: - به‌طور انحصاری برای هدست‌های واقعیت مجازی منتشر شد. - از موتور بازی سورس ۲ استفاده می‌کند. |
| شغل رومیزی روزنه‌ای تاریخ(های) انتشار اصلی: - ج: ۱ مارس ۲۰۲۲                                                                 | سال‌های انتشار بر پایه سیستم: ۲۰۲۲– ویندوز، لینوکس |
| شغل رومیزی روزنه‌ای تاریخ(های) انتشار اصلی: - ج: ۱ مارس ۲۰۲۲                                                                 | یادداشت: - نسخۀ نمایشی فنی رایگان برای استیم دک |
| کانتر استرایک ۲ تاریخ(های) انتشار اصلی: - ج: ۲۷ سپتامبر ۳۰۲۳                                                                | سال‌های انتشار بر پایه سیستم: ۲۰۲۳ - ویندوز، لینوکس |
| کانتر استرایک ۲ تاریخ(های) انتشار اصلی: - ج: ۲۷ سپتامبر ۳۰۲۳                                                                | یادداشت: - هنگام انتشار، با کانتر استرایک: گلوبال آفنسیو جایگزین شد. - از سورس ۲ استفاده می‌کند. |
| ددلاک تاریخ(های) انتشار اصلی: - ج: درحال توسعه                                                                              | سال‌های انتشار بر پایه سیستم: درحال توسعه |
| ددلاک تاریخ(های) انتشار اصلی: - ج: درحال توسعه                                                                              | |

## بازی‌های لغوشده و منتشرنشده
چندین بازی در حال توسعه توسط ولو معرفی شد ولی از آن زمان روند توسعه کلا متوقف شده یا لغو شده‌است.

### نیمه‌عمر
- نیمه عمر: تصاحب خصمانه[a]: بسته الحاقی نیمه‌عمر ساخته شده توسط شرکت ۲۰۱۵ گیمز، ال‌ال‌سی.[b]،[۱۴۲] گزارش شد که بازی در سال ۲۰۰۰ لغو شده‌است.[۱۴۳]
- نیمه‌عمر ۲: قسمت سوم[c]: در سال ۲۰۰۶ معرفی شد و تاریخ انتشار در اواخر سال ۲۰۰۷ اعلام شد اما به‌خاطر خزش محدوده، آزمایش‌های داخلی رضایت‌بخش نبودند و تیم به ساخت موتور بازی سورس ۲ تمایل داشت، در نتیجه پروژه لغو شد.[۱۴۴]
- یک قسمت نامگذاری‌نشده نیمه‌عمر ۲: توسط استودیو جانکشن پوینت[d] و به رهبری وارن اسپکتر [e] توسعه یافت. اما هنگامی که استودیو جانکشن پوینت با استودیو دیزنی اینتراکتیو[f] برای توسعه بازی حماسه میکی[g] قرارداد بست، توسعه متوقف شد.[۱۴۵] ولو پروژه جانکشن پوینت را گرفت و به آرکین استودیوز[h] منتقل کرد.[۱۴۶]
- ریونهلم [i](همچنین به عنوان بازگشت به ریونهلم [j] یا نیمه‌عمر ۲: قسمت چهارم [k] شناخته می‌شود): در حدود ۲۰۰۶–۲۰۰۷ توسط استودیوی آرکین استودیوز ساخته شد، و شخصیت آدرین شفارد [l] به عنوان شخصیت اصلی و پدر گریگوری [m] از نیمه‌عمر ۲ در نقش مکمل بازی می‌کند.[۱۴۶]
- نیمه‌عمر ۳: نسخه‌ای از نیمه‌عمر ۳ از سال ۲۰۱۳ تا ۲۰۱۴ بر روی موتور سورس ۲ در دست ساخت بود. بازی لغو شد زیرا سورس ۲ هنوز به اندازه کافی پایدار نبود که بتواند توسعه کامل را پشتیبانی کند.[۱۴۷][۱۴۸]
- بورئالیس [n]: یک بازی واقعیت مجازی در ارتباط با جهان نیمه‌عمر به نویسندگی مارک لیدلاو[o] در دست توسعه در سال ۲۰۱۵ که در کشتی مرموز نیمه‌عمر و سفرهای زمانی آن جریان داشت. داستان بعد از قسمت دوم و بین اتفاقات «جنگ هفت ساعته» روی می‌داد و قرار بود مینی گیم‌هایی مثل ماهی‌گیری هم داشته باشد. بازی لغو شد زیرا نتوانست شتاب بیشتری بگیرد.[۱۴۷][۱۴۹]

### دیگر
- یک بازی زیردریایی نامگذاری‌نشده: مایک هرینگتون[p]، یکی از بنیان‌گذاران ولو، ایده‌ای برای ایجاد یک بازی زیردریایی داشت و این بازی را فرصتی را برای ایجاد «تصاویر و گیم پلی فوق‌العاده در زیر آب» می‌دید. معلوم نیست که آیا بازی فراتر از مرحله مفهومی پیشرفت کرد یا خیر.[۱۵۰]
- پروسپرو [q]: یک بازی ماجراجویی - اکتشافی سوم شخص با موضوع علمی تخیلی. این پروژه همزمان با نیمه‌عمر در دست ساخت بود.[۱۵۱] تیم توسعه دهنده به کار بر روی نیمه‌عمر پرداختند که جذابیت بیشتری پیدا کرده بود.[۱۵۲]
- یک بازی نقش‌آفرینی اکشن نامگذاری‌نشده (I)[r]: یک بازی نقش‌آفرینی اکشن [s]فانتزی دربارهٔ جن‌ها که در مرحله نمونه اولیه بود و قبل از انتشار لفت فور دد لغو شد.[۱۵۳]
- گذرگاه[t]: یک تیرانداز اول شخص با همکاری استودیوی آرکین استودیوز ساخته شد. پروژه در سال ۲۰۰۷ معرفی شد و در مه ۲۰۰۹ به حالت تعلیق درآمد.[۱۵۴]
- ستاره‌های خون[u]: یک بازی دزدان دریایی در فضا. در نوامبر ۲۰۱۲، گیب نیوئل نام پروژه را فاش کرد و تأیید کرد که دیگر در دست اجرا نیست.[۱۵۵]
- لفت فور دد ۳[v]: دنباله بازی لفت فور دد ۲ که در مراکش جریان دارد. وقتی مشخص شد موتور سورس ۲ هنوز آماده پشتیبانی از توسعه بازی در مقیاس کامل نیست، بازی لغو شد.[۱۴۷]
- هات داگ[w]: تلاشی دیگر برای ساخت یک بازی لفت فور دد، نام پروژه هات داگ انتخاب شده بود تا در صورت لو رفتن نام، هواداران بازی را تشخیص ندهند.[۱۴۷]
- یک بازی نقش‌آفرینی اکشن نامگذاری‌نشده (II) [x] – یک بازی نقش‌آفرینی[y] فانتزی که از مجموعه‌های الدر اسکورولز، دارک سولز و مانستر هانتر الهام گرفته شده‌است. قبل از لغو، در مورد اینکه بازی یک نقش‌آفرینی‌تک نفره دربارهٔ شخصیت Axe از دوتا ۲ باشد بحث شد.[۱۴۷]
- ای.آر.تی.آی. [z]: یک بازی که اجازه ایجاد و تخریب محیط (مشابه ماینکرفت) را فراهم می‌کند. پروژه به عنوان یک بازی واقعیت مجازی دوباره مطرح شد اما وقتی توسعه نیمه‌عمر: الیکس به جریان افتاد، بازی دوباره لغو شد.[۱۴۷]
- سیم‌تِرک[aa]: یک بازی واقعیت مجازی که توسط سازندگان برنامه فضایی کربال ساخته شده‌است. در طول ساخت نیمه‌عمر: الیکس لغو شد.[۱۴۷]
- در روستای خدایان[ab]: یک بازی ماجراجویی که در دهه ۱۹۲۰ در مصر جریان دارد و توسط استودیو کمپو سانتو[ac]، استودیویی که توسط ولو در سال ۲۰۱۸ خریداری شد، توسعه یافت. با تغییر سمت طراحان به سمت سایر پروژه‌های ولو، بازی اواخر سال ۲۰۱۹ متوقف شد.[۱۵۶]

## واژه‌نامه
1. ↑  Half-Life: Hostile Takeover
2. ↑  2015 Games, LLC.
3. ↑  Half-Life 2: Episode Three
4. ↑  Junction Point Studios
5. ↑  Warren Spector
6. ↑  Disney Interactive Studios
7. ↑  Epic Mickey
8. ↑  Arkane Studios
9. ↑  Ravenholm
10. ↑  Return to Ravenholm
11. ↑  Half-Life 2: Episode Four
12. ↑  Adrian Shephard
13. ↑  Father Grigori
14. ↑  Borealis
15. ↑  Marc Laidlaw
16. ↑  Mike Harrington
17. ↑  Prospero
18. ↑  Untitled role-playing game
19. ↑  action role-playing game
20. ↑  The Crossing
21. ↑  Stars of Blood
22. ↑  Left 4 Dead 3
23. ↑  Hot Dog
24. ↑  Untitled role-playing game (II)
25. ↑  Role-playing game
26. ↑  A.R.T.I.
27. ↑  SimTrek
28. ↑  In the Valley of Gods
29. ↑  Campo Santo